# SGH Galaxy Stars
Gli SGH Galaxy Stars (SGホールディングスギャラクシースターズ?, Esu-Jī Hōrudingusu Gyarakushī Sutāzu) sono una squadra di softball femminile giapponese con sede a Kyoto, Kyoto. Sono membri della West Division della Japan Diamond Softball League (JD.League).

## Storia
I Galaxy Stars furono fondati nel 1986 come squadra di softball della Miki House. La squadra è stata trasferita alla Sagawa (odierna SG Holdings) nel 2005.
La Japan Diamond Softball League (JD.League) fu fondata nel 2022, e i Galaxy Stars si unirono alla nuova lega come membri della West Division.

## Roster attuale
Aggiornato all'aprile 2022.
| Ruolo         | N.         | Nome               | Età        | Altezza             | Batte      | Lancia     | Note                                            |
| Giocatrici    | Giocatrici | Giocatrici         | Giocatrici | Giocatrici          | Giocatrici | Giocatrici | Giocatrici                                      |
| ------------- | ---------- | ------------------ | ---------- | ------------------- | ---------- | ---------- | ----------------------------------------------- |
| Lanciatrici   | 11         | Akane Namiki       | 29 anni    | 168 cm (5 ft 6 in)  | Destro     | Destro     |                                                 |
| Lanciatrici   | 15         | Moe Niwa           | 27 anni    | 162 cm (5 ft 4 in)  | Sinistro   | Sinistro   |                                                 |
| Lanciatrici   | 18         | Chisora Mihara     | 26 anni    | 166 cm (5 ft 5 in)  | Destro     | Destro     |                                                 |
| Lanciatrici   | 21         | Nanami Sugawara    | 22 anni    | 165 cm (5 ft 5 in)  | Destro     | Destro     |                                                 |
| Lanciatrici   | 29         | Kaia Parnaby       | 34 anni    | 170 cm (5 ft 7 in)  | Sinistro   | Sinistro   | Giocatrice ai Giochi Olimpici 2020              |
| Lanciatrici   | 81         | Greta Cecchetti    | 35 anni    | 183 cm (6 ft 0 in)  | Destro     | Destro     | Giocatrice ai Giochi Olimpici 2020              |
| Ricevitrici   | 8          | Mayu Fujihara      | 25 anni    | 159 cm (5 ft 3 in)  | Sinistro   | Destro     |                                                 |
| Ricevitrici   | 9          | Risa Soma          | 28 anni    | 170 cm (5 ft 7 in)  | Destro     | Destro     |                                                 |
| Ricevitrici   | 20         | Marina Yamashina   | 34 anni    | 161 cm (5 ft 3 in)  | Destro     | Destro     |                                                 |
| Ricevitrici   | 34         | Erika Piancastelli | 28 anni    | 175 cm (5 ft 9 in)  | Destro     | Destro     | Giocatrice ai Giochi Olimpici 2020              |
| Interne       | 1          | Mako Takahashi     | 27 anni    | 163 cm (5 ft 4 in)  | Sinistro   | Destro     |                                                 |
| Interne       | 2          | Akari Yamamoto     | 23 anni    | 156 cm (5 ft 1 in)  | Sinistro   | Destro     |                                                 |
| Interne       | 4          | Yuka Okuni         | 26 anni    | 160 cm (5 ft 3 in)  | Destro     | Destro     |                                                 |
| Interne       | 7          | Yuki Yanase        | 35 anni    | 159 cm (5 ft 3 in)  | Destro     | Destro     | Giocatrice-coach                                |
| Interne       | 10         | Mahiro Takahashi   | 24 anni    | 159 cm (5 ft 3 in)  | Destro     | Destro     |                                                 |
| Interne       | 16         | Stacey Porter      | 42 anni    | 179 cm (5 ft 10 in) | Destro     | Destro     | Giocatrice ai Giochi Olimpici 2004, 2008 e 2020 |
| Interne       | 17         | Ayami Konishi      | 25 anni    | 172 cm (5 ft 8 in)  | Sinistro   | Destro     |                                                 |
| Interne       | 19         | Haruka Matsui      | 29 anni    | 155 cm (5 ft 1 in)  | Destro     | Destro     |                                                 |
| Esterne       | 5          | Saki Kogure        | 25 anni    | 159 cm (5 ft 3 in)  | Destro     | Destro     |                                                 |
| Esterne       | 25         | Hikari Nakamura    | 30 anni    | 156 cm (5 ft 1 in)  | Sinistro   | Destro     |                                                 |
| Esterne       | 27         | Yuri Tobaru        | 27 anni    | 165 cm (5 ft 5 in)  | Destro     | Destro     |                                                 |
| Staff tecnico |            |                    |            |                     |            |            |                                                 |
| Manager       | 30         | Ai Kato            | 41 anni    | -                   | -          | -          |                                                 |
| Coach         | 7          | Yuki Yanase        | 35 anni    | -                   | -          | -          | Giocatrice-coach                                |